# Hr.Ms. Amsterdam (1958)
De Hr.Ms. Amsterdam (D819) was een Nederlandse onderzeebootjager van de Frieslandklasse. Ze werd gebouwd bij de NDSM in Amsterdam.

In 1948 bestelde de marine 12 onderzeebootjagers. Vier daarvan werden gebouwd als Hollandklasse (in 1954 en 1955), de andere acht als Frieslandklasse (vanaf 1956).
In 1980 werd de Amsterdam verkocht aan de Peruviaanse marine, waar zij onder de naam "Villar" tot 1991 dienstdeed.